# Salix tweedyi
Salix tweedyi är en videväxtart som först beskrevs av Michael Schuck Bebb och Joseph Nelson Rose, och fick sitt nu gällande namn av John Ball. Salix tweedyi ingår i släktet viden, och familjen videväxter. Inga underarter finns listade i Catalogue of Life.